# Kaoru Ono
Kaoru Ono (em japonês:  小野 薫; Ono Kaoru; 1962) é um matemático japonês, que trabalha com variedades simpléticas e em especial homologia de Floer e curvas holomorfas em variedades simpléticas. É professor do Research Institute for Mathematical Sciences (RIMS) na Universidade de Quioto.
Foi palestrante convidado do Congresso Internacional de Matemáticos em Madrid (2006: Development in symplectic Floer theory).

## Obras
- com Fukaya: Arnold conjecture and Gromov-Witten invariant, Topology, Volume 38, 1999, p. 933–1048
- Development in symplectic Floer theory, International Congress of Mathematicians, 2006, Proc. ICM Madrid, Volume 2, 1061
- com Fukaya, Oh, Ohta: Lagrangian Intersection Floer Theory. AMS/IP Studies in Advanced Mathematics, 2009